# Los Bastardos
Los Bastardos é uma telenovela filipina que estreou na ABS-CBN em 15 de outubro de 2018, substituindo Araw Gabi.
Protagonizada por Ronaldo Valdez, Jake Cuenca, Joseph Marco, Diego Loyzaga, Albie Casiño, Marco Gumabao, Joshua Colet e Gloria Diaz.

## Enredo

### Elenco principal
- Ronaldo Valdez como Don Roman Cardinal, Sr.
- Jake Cuenca como Isagani Esperanza / Roman Cardinal, Jr.
- Joseph Marco como Lorenzo Cuevas
- Diego Loyzaga como Joaquin Cardinal
- Albie Casiño como Lucas Aguilar
- Marco Gumabao como Matteo Silverio
- Joshua Colet como Connor Davide
- Gloria Diaz como Soledad de Jesus-Cardinal / Consuelo Cuevas
- Maxine Medina como Elizabeth "Isay" Dominguez
- Kylie Verzosa como Dulce Silverio
- Ritz Azul como ianne Liwanag
- Mary Joy Apostol como Coralyn
- Jane Oineza como  Gigi Octavio
- Mica Javier como Lupita

### Elenco de apoio
- Isabel Rivas como Alba Santillan
- Lito Pimentel como Don Menandro Silverio
- Rosanna Roces como Irma Esperanza
- Efren Reyes, Jr. como Bert Esperanza
- Pinky Amador como Pilar Perez
- Jeffrey Santos como Fausto Davide
- Ana Abad Santos como Teresita "Sita" Aguilar
- Joyce Ann Burton como Madeleine Asuncion-Silverio
- Perla Bautista como Marta Evangelista
- Jeric Raval como Enrico Matias

### Elenco de convidados
- Alvin Anson como Mr. Chan
- Alex Calleja como Danilo
- Jay Gonzaga como Roy

### Participações especiais
- Dante Rivero como Don Ismael Cardinal
- Geoff Eigenmann como Don Roman Cardinal (jovem)
- Cristine Reyes como Soledad de Jesus-Cardinal
- Roxanne Barcelo como Alba Santillan (jovem)
- Mara Lopez como Sita Aguilar (jovem)
- Danita Paner como Pilar Perez (jovem)
- Cindy Miranda como Madeleine Asuncion-Silverio (jovem)
- Katya Santos como Irma Esperanza (jovem)
- Alex Medina como Bert Esperanza (jovem)
- Angelo Ilagan como Menandro Silverio (jovem)
- Alex Castro como Fausto Davide (jovem)
- Ezekiel Torres como Connor (jovem)
- Jerome Ponce como Enrico Matias (jovem)
- Yesha Camile como Isay (jovem)

## Exibição
| País/Região      | Emissora | Data de estréia       | Data de final          | Título        |
| ---------------- | -------- | --------------------- | ---------------------- | ------------- |
| Filipinas        | ABS-CBN  | 15 de outubro de 2018 | 27 de setembro de 2019 | Los Bastardos |
| Estados Unidos   | TFC      | outubro de 2018       | setembro de 2019       | Los Bastardos |
| Canadá           | TFC      | outubro de 2018       | setembro de 2019       | Los Bastardos |
| Japão            | TFC      | outubro de 2018       | setembro de 2019       | Los Bastardos |
| Taiwan           | TFC      | outubro de 2018       | setembro de 2019       | Los Bastardos |
| Hong Kong        | TFC      | outubro de 2018       | setembro de 2019       | Los Bastardos |
| Malásia          | TFC      | outubro de 2018       | setembro de 2019       | Los Bastardos |
| Indonésia        | TFC      | outubro de 2018       | setembro de 2019       | Los Bastardos |
| Singapura        | TFC      | outubro de 2018       | setembro de 2019       | Los Bastardos |
| Papua-Nova Guiné | TFC      | outubro de 2018       | setembro de 2019       | Los Bastardos |
| Austrália        | TFC      | outubro de 2018       | setembro de 2019       | Los Bastardos |
| Nova Zelândia    | TFC      | outubro de 2018       | setembro de 2019       | Los Bastardos |
| Europa           | TFC      | outubro de 2018       | setembro de 2019       | Los Bastardos |
| Médio Oriente    | TFC      | outubro de 2018       | setembro de 2019       | Los Bastardos |